# Dînette

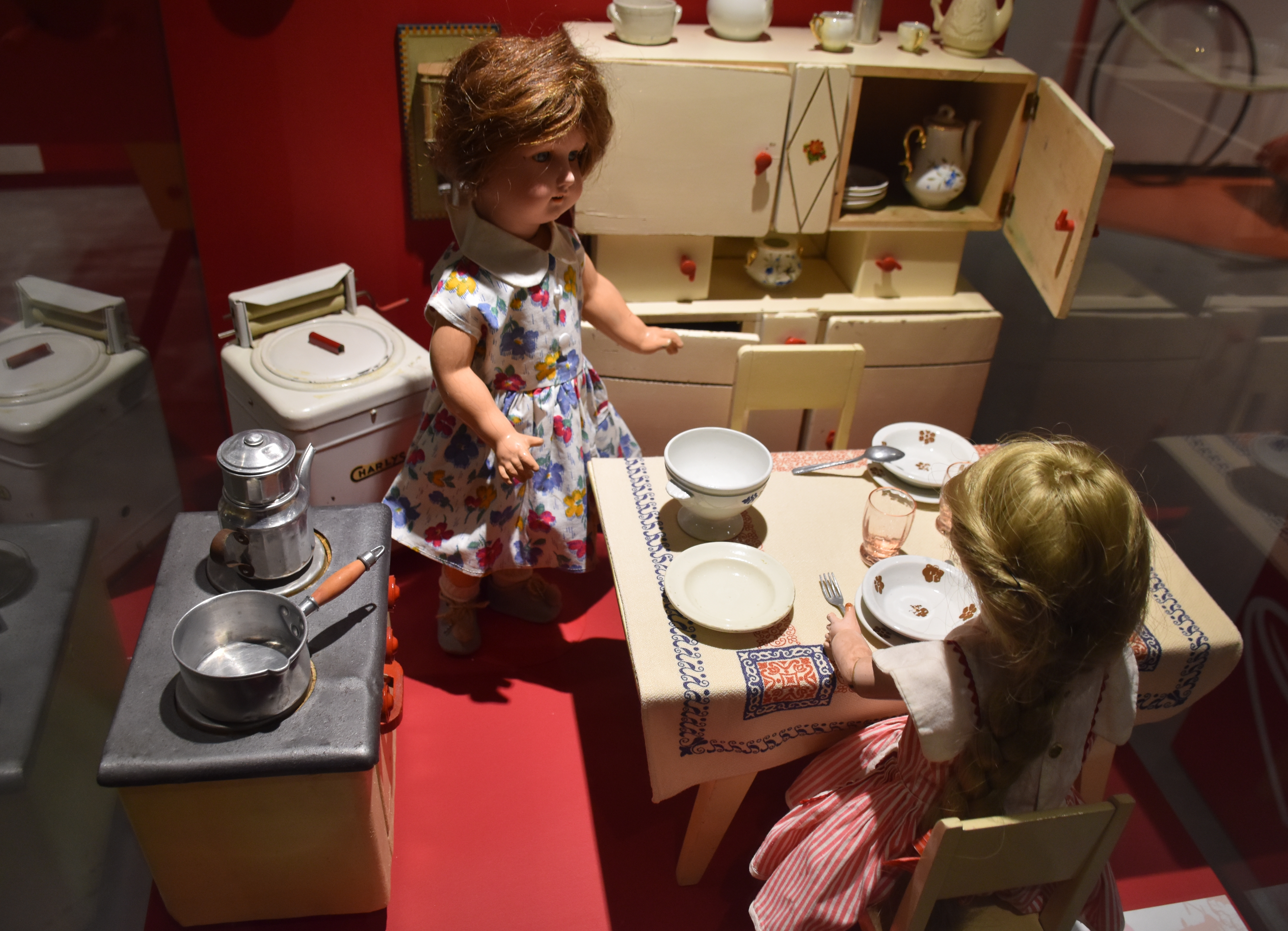
Dînette.
(La Maison de Marie-Jeanne).

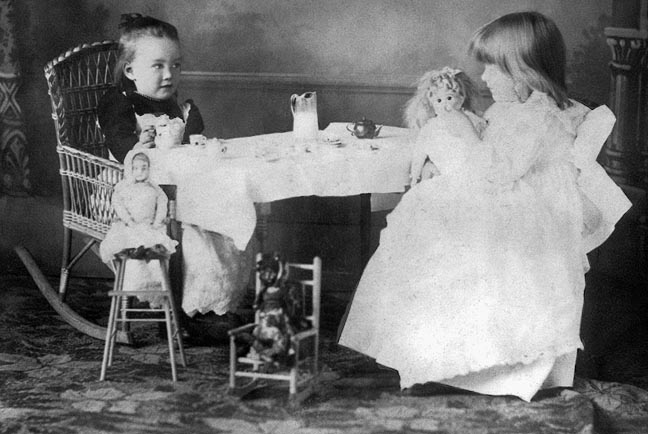
Dînette dans les années 1890.

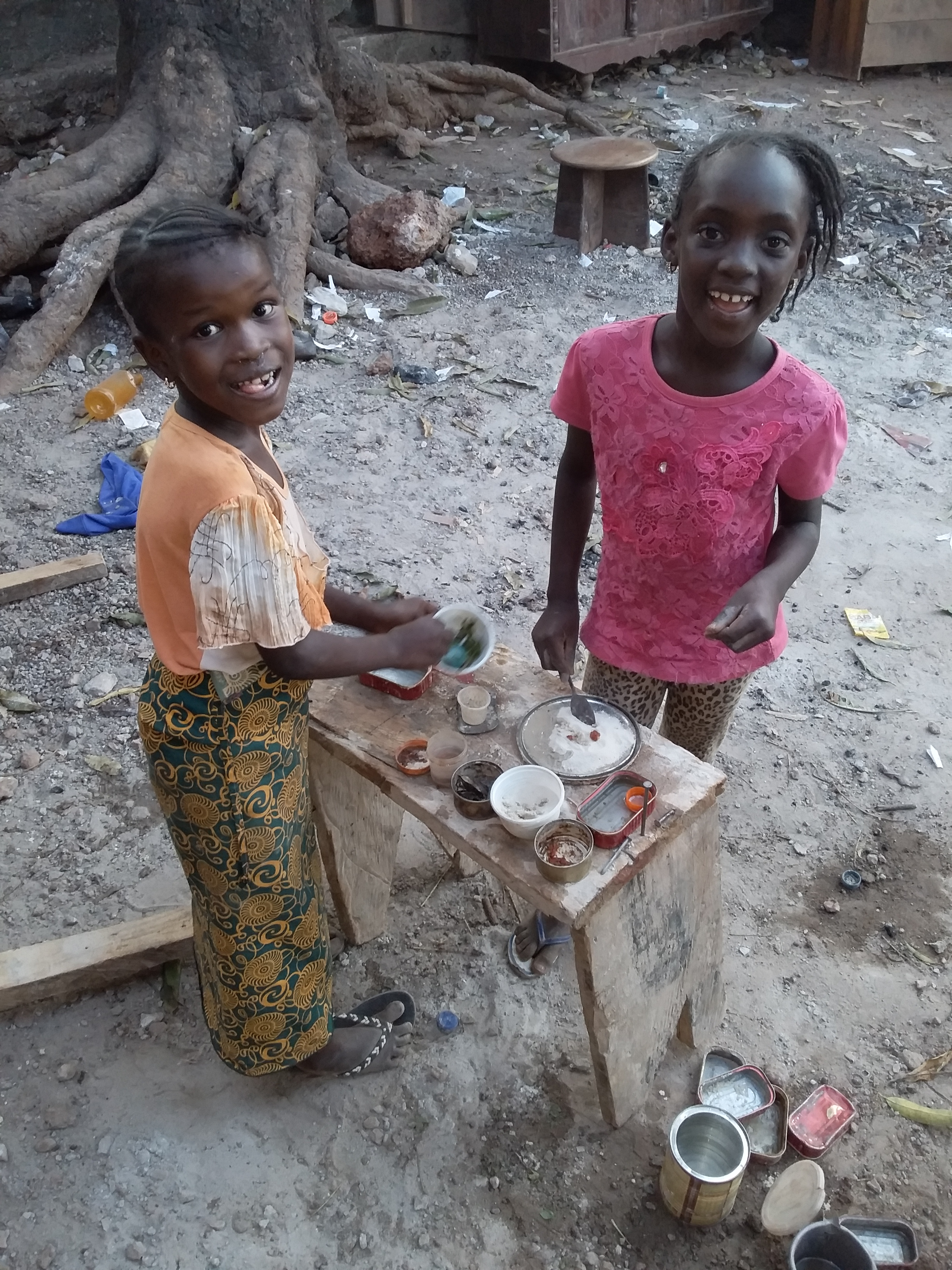
Fillettes jouant à la dînette dans une banlieue de Conakry (2019).

La dînette est un jeu que les enfants font entre eux ou avec une poupée. Cela prend la forme d'un petit repas, souvent simulé. Le terme dînette correspond aussi à la vaisselle de taille réduite servant à y jouer.
Le jeu de dinette permet à l'enfant de se prendre pour un adulte qui s'adonne aux tâches domestiques du ménage. L'enfant s'essaye ainsi à occuper la place de l'adulte qui, dans la famille, fait à manger. Il fait alors comme s'il était grand.